# Forêts de conifères calédoniennes
Localisation
Les forêts de conifères calédoniennes forment une écorégion terrestre définie par le Fonds mondial pour la nature (WWF), qui appartient au biome de Taïga et à l'écozone paléarctique. Elles couvraient autrefois une vaste partie de l'Écosse (Calédonie). En raison de la déforestation menée depuis le Néolithique, il n'en reste plus aujourd'hui qu'à peine 1 % réparti en trente-cinq lieux séparés. Les forêts calédoniennes abritent une grande variété de faune et de flore qui ne se retrouve pas dans le reste des îles Britanniques, tels que des chats sauvages, des mésanges huppées ou encore des chevaliers aboyeurs.
Elles sont également connues comme étant le lieu de la bataille de Coit Celidon, l'une des douze menées par le légendaire roi Arthur.